# 余士奇
余士奇（1552年—1615年），字才伯，號嵩岳，廣東廣州府东莞县人，明朝政治人物。

## 生平
萬曆十年（1582年）壬午科廣東鄉試舉人，出任寿州學正，萬曆二十六年（1598年）登戊戌科進士。十月出宰祁门，二十九年辛丑调繁溧水，两阅月，奔母何孺人丧。三十二年甲辰服闋，補江阴令，三十五年丁未擢南刑部主事，尋调户曹，晉员外、郎中，榷淮税。四十一年癸丑出守寧國府。万历四十三年（1615年）卒官，年六十四。

## 家族
父余宗旦，号心存。母何氏。
子余震、余萃、余升、余鼎、余復、余賁。